# Hipposideros lankadiva
Hipposideros lankadiva (Kelaart, 1850) è un pipistrello della famiglia degli Ipposideridi diffuso nel Subcontinente indiano.

## Descrizione

### Dimensioni
Pipistrello di grandi dimensioni, con la lunghezza dell'avambraccio tra 55 e 57 mm, la lunghezza della coda tra 34,6 e 39 mm, la lunghezza del piede tra 12 e 20 mm, la lunghezza delle orecchie tra 19,5 e 30 mm.

### Aspetto
La pelliccia è soffice. Le parti dorsali sono bruno-rossastre con la base dei peli grigiastra, mentre le parti ventrali. la testa ed il collo sono marroni chiare. Le orecchie sono grandi, triangolari e con una concavità sul bordo posteriore appena sotto l'estremità appuntita. La foglia nasale presenta una porzione anteriore priva di incavi centrali e con quattro fogliette supplementari su ogni lato, un setto nasale non rigonfio ma con delle alette intorno alle narici ben sviluppate, una porzione intermedia estesa e con la parte centrale rigonfia, una porzione posteriore larga, con il margine superiore semi-circolare e con tre setti longitudinali che la dividono in tre piccole celle. La coda è lunga e si estende leggermente oltre l'ampio uropatagio. Il primo premolare superiore è piccolo e situato fuori la linea alveolare.

### Ecolocazione
Emette ultrasuoni sotto forma di impulsi multi-armonici a frequenza costante di 68,8-70,7 kHz.

## Biologia

### Comportamento
Si rifugia in gruppi da 50 a diverse migliaia di individui all'interno di grotte, miniere abbandonate, vecchi templi e cantine in disuso. L'attività predatoria inizia presto la sera ed il suo volo è alto.

### Alimentazione
Si nutre di grossi insetti come i coleotteri.

### Riproduzione
Danno alla luce un piccolo alla volta l'anno dopo una gestazione di 260 giorni.

## Distribuzione e habitat
Questa specie è diffusa in India, Bangladesh, Sri Lanka e Myanmar settentrionale.
Vive sia in ambienti aridi che umidi.

## Tassonomia
Sono state riconosciute 3 sottospecie:
- H.l.lankadiva: Sri Lanka;
- H.l.gyi (Bates, Tun, Aung, Lu, Lum & Sein, 2015): stati indiani orientali del Manipur, Meghalaya, Mizoram, Tripura e West Bengal; Bangladesh e Myanmar settentrionali;
- H.l.indus (K. Andersen, 1918): stati indiani centrali dell'Andhra Pradesh, Karnataka, Madhya Pradesh, Maharashtra, Orissa, Rajasthan.

Individui ancora non assegnati ad alcuna sottospecie sono presenti nel West Bengal meridionale e Bangladesh sud-occidentale.

## Conservazione
La IUCN Red List, considerato il vasto areale, la tolleranza a diversi tipi di habitat e la popolazione presumibilmente numerosa, classifica H.lankadiva come specie a rischio minimo (Least Concern)).